# Демидова Горка
Демидова Горка (также упоминается как Демина Горка) — деревня в Бежаницком районе Псковской области. Входит в состав сельского поселения муниципальное образование «Пореченское».

## Название
Деревня, согласно Реестру зарегистрированных в АГКГН географических названий объектов и картам, именуется как Демидова Горка или Демина Горка. Однако, несмотря на отсутствие официального переименования, в ОКАТО и Законе О внесении изменений в Закон Псковской области «Об установлении границ и статусе вновь образуемых муниципальных образований на территории Псковской области» № 1032-ОЗ от 22.12.2010 она упоминается как Демидова Гора.

## География
Расположена на южном побережье озера Ильсто (исток р. Льста), в 34 км к юго-западу от райцентра, посёлка Бежаницы, и в 26 км к юго-западу от волостного центра, деревни Махново.

## Население
Численность населения по оценке на 2000 год составляла 21 житель.

## История
До 3 июня 2010 года деревня входила в состав ныне упразднённой Дворицкой волости.